# Écorché

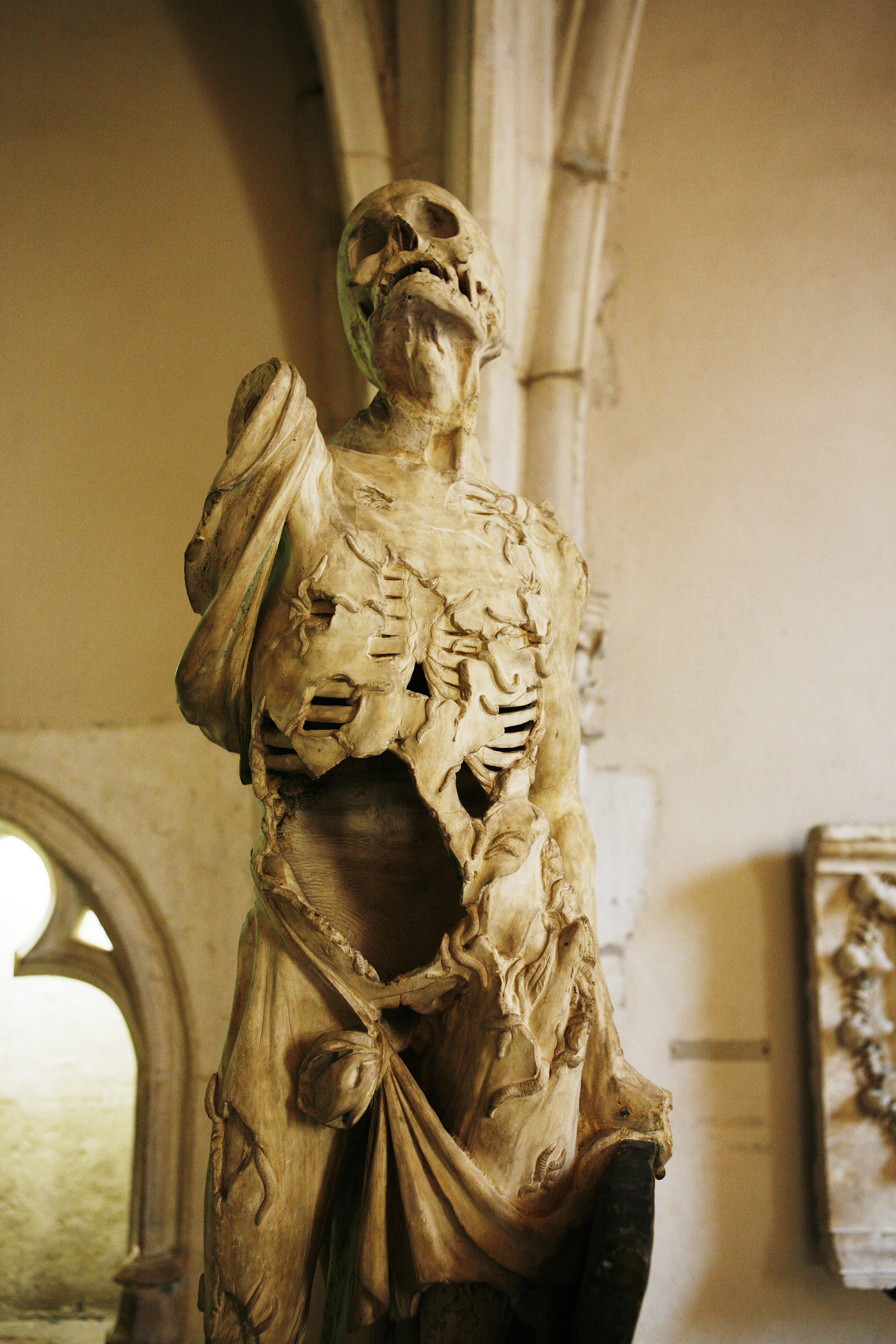
Écorché-Skulptur von Ligier Richier

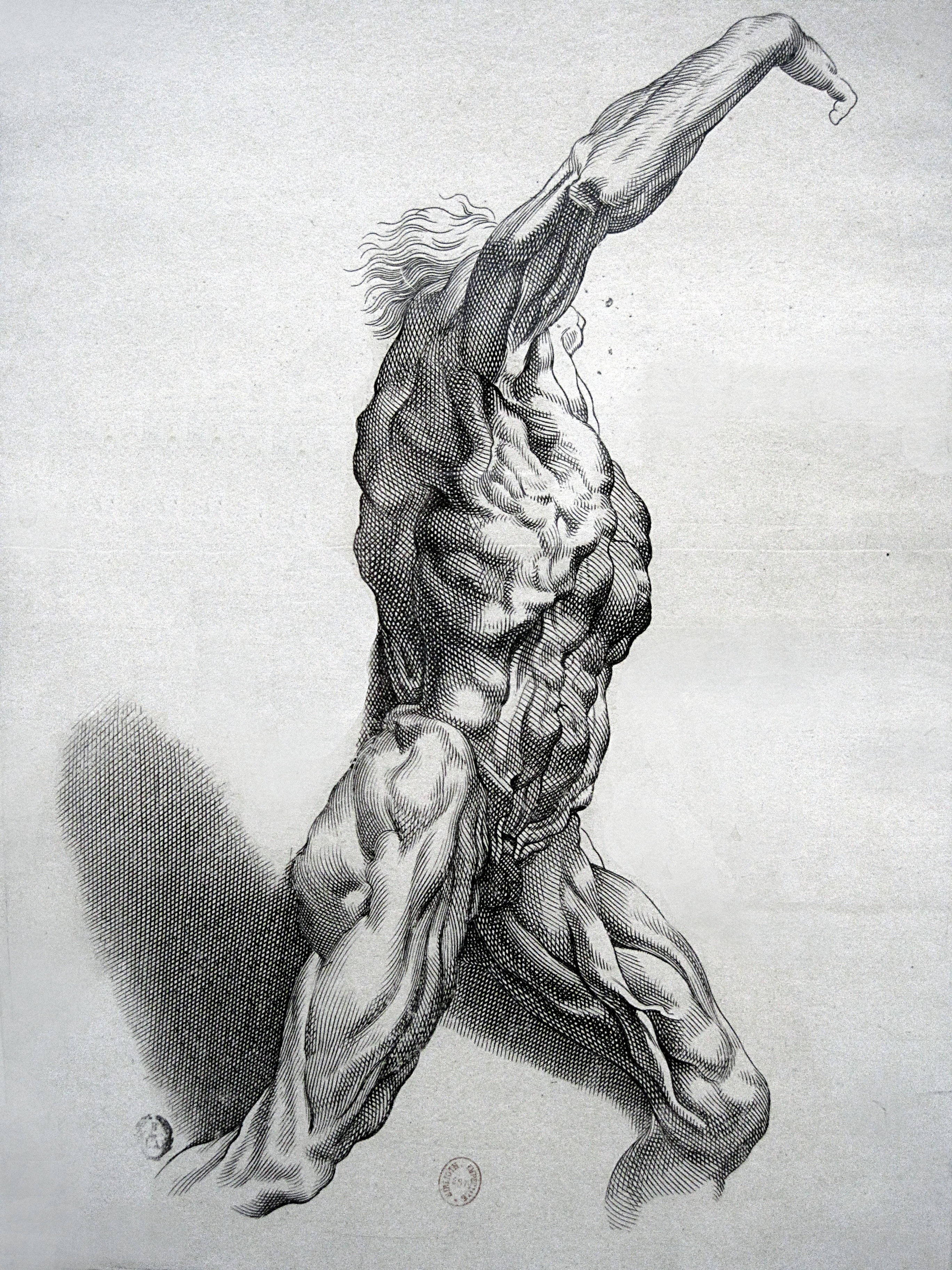
Écorché-Bild von Paulus Pontius nach Peter Paul Rubens.

Das Écorché (aus lat. excortocare ‚abhäuten‘; lat. Wortstamm: ex ‚aus‘ und cortex ‚Rinde‘) bezeichnet in der Kunst einen Stil der Darstellung von Figuren, bei der Menschen oder Tiere nur mit Muskeln und Knochen ohne ihre Haut abgebildet werden. Als anatomische Methode bezeichnet es Präparate, bei denen unter Entfernung der Haut die inneren Organe und die Knochen konserviert werden.

## Kunst
Es gibt nur Anzeichen, dass Écorché-ähnliche Methoden bereits in der Antike angewandt wurden. Die frühesten eindeutigen Zeugnisse des künstlerischen Écorchés finden sich aus der Renaissance. Der Architekt Leon Battista Alberti empfahl für nackte Figuren, dass zuerst die Knochen und Muskeln und dann die Haut darüber gezeichnet werden sollten. Leonardo da Vinci wandte diese Technik bei seinen ersten Studien an, wobei er Tiere mit zerlegten Gliedern abbildete. Auf diese Weise konnte er Feinstrukturen der Körper sehr genau darstellen. Der Begriff Écorché selbst tritt im 18. Jahrhundert in der französischen Sprache erstmals im Dictionnaire de l’Académie françoise von 1787 auf. (In der aktuellen französischen Umgangssprache wird mit Écorché der „Muskelmann“ bezeichnet.) In den USA wird die Écorché-Methode im 21. Jahrhundert noch an verschiedenen Kunsthochschulen benutzt, so an der New York Academy of Art, der Art Students League of New York und der Academy of Art University von San Francisco.

## Anatomie

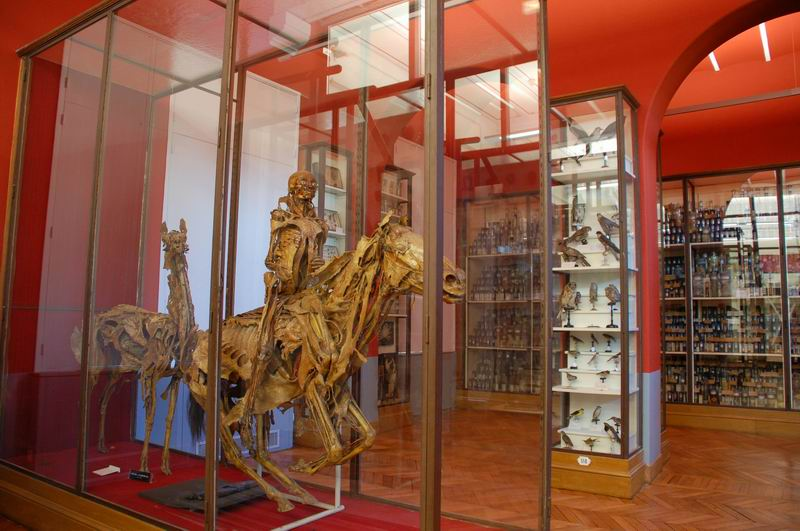
Écorché-Präparate von Honoré Fragonard

Die anatomische Präpariertechnik der Écorchés lässt sich bis ins 18. Jahrhundert zurückverfolgen. Sie wurde in der 1765/66 gegründeten Veterinärschule École vétérinaire in Maisons-Alfort und anderen französischen Akademien angewendet. Es war insbesondere der erste Direktor der Veterinärschule in Alfort, der Anatom Honoré Fragonard, der zahlreiche Objekte nach dieser Methode herstellte. Die Besucher seiner Sammlung, die heute noch teilweise im Musée Fragonard erhalten ist und zu der vor allem von deutschen Naturforschern und Ärzten Berichte erhalten sind, äußerten sich auch kritisch. Sie sahen in den Écorchés weniger wertvolle Objekte für die Lehre der Körper als Darstellungen aus Wachs (Moulagen).